# Сексуальне насильство проти корінних американок

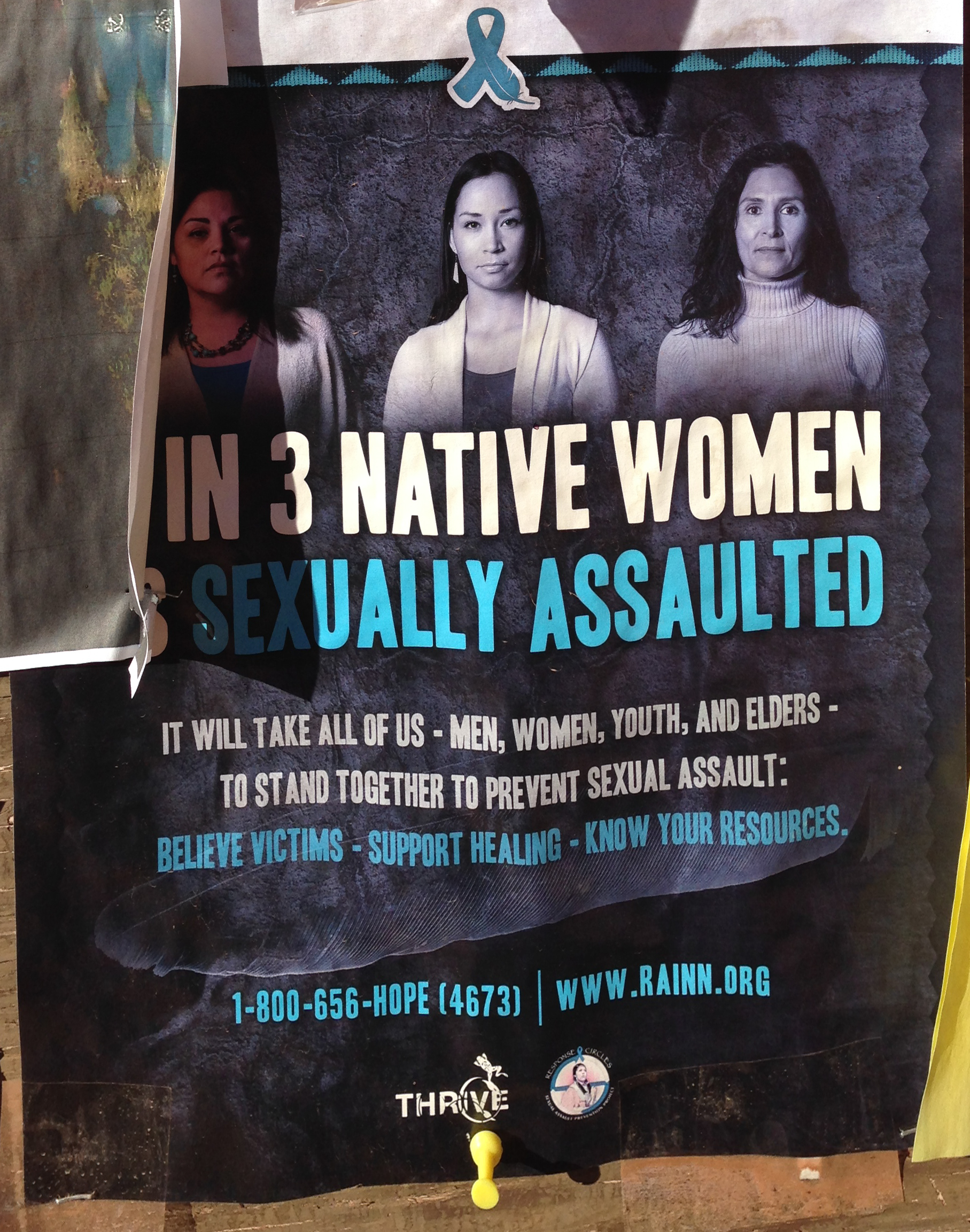
Плакат у Супай, штат Аризона, гаряча лінія Національної мережі зґвалтувань, насильства та інцесту

Згідно з дослідженням Міністерства юстиції США, корінні американки більш ніж в 2,5 рази частіше зазнають сексуального насильства, ніж жінки будь-якої іншої етнічної приналежності. Щодо корінних американок здійснюють найбільше злочинів серед усіх рас населення США.

## Визначення
Сексуальне насильство — будь-який сексуальний акт чи спроба мати сексуальний акт шляхом насильства чи примусу, дії, що спрямовані на торгівлю особою, або дії, що спрямовані проти її сексуальності, незалежно від її стосунків із жертвою. Всесвітня організація охорони здоров'я у Всесвітньому звіті про насильство та здоров'я 2002 р. визначила сексуальне насильство як: «Будь-який сексуальний акт, спроба отримати сексуальний акт, небажані сексуальні коментарі чи загравання, акти, спрямовані на торгівлю, або іншим чином спрямовані проти сексуальності людини з використанням примусу будь-якою людиною, незалежно від її стосунків із жертвою, в будь-якій обстановці, включаючи, але не обмежуючись домом та роботою». Визначення ВООЗ сексуального насильства включає, але не обмежується зґвалтуванням, яке визначається як фізично вимушене або примусове проникнення до вульви або заднього проходу за допомогою пеніса, інших частин тіла чи предметів. Сексуальне насильство полягає у цілеспрямованій дії, метою якої часто є приниження людської гідності жертви (жертв) та заподіяння їм серйозних моральних травм. У випадку, коли інші змушені спостерігати за актами сексуального насильства, ці дії спрямовані на залякування більшої спільноти.
Міністерство юстиції визначає зґвалтування у США як «проникнення в анус або вагіну будь-якою частиною тіла або предметом, яким би незначним воно не було, або оральне проникнення статевим органом іншої людини без згоди жертви». Хоча термінологія та визначення зґвалтування різняться залежно від юрисдикції Штатів, ФБР переглянуло своє визначення, щоб усунути вимогу про те, що злочин включає елемент сили.
У більшості випадків ФБР розслідує злочин і, на відміну від правоохоронних органів, рішення про притягнення до відповідальності приймає канцелярія прокурора США. Визнання суверенітету та надання корінним племенам права притягувати до кримінальної відповідальності осіб, які вчинили злочини проти корінних американок за застереженнями, було названо надзвичайно важливим першим кроком у серії законодавчих змін, які могли б вплинути на те, як на ці порушення реагують та розглядають їх у громаді, штаті і на федеральному рівні.

## Статистика та дані

### Звіт Міжнародної амністії «Лабіринт несправедливості»
Міжнародна Амністія опублікувала «Лабіринт несправедливості: неспроможність захисту жінок корінного населення від сексуального насильства в США», щоб представити голоси тих, хто пережив сексуальне насильство. Дослідження було проведено для звіту у 2005 та 2006 роках у трьох різних місцях з різними поліцейськими та юридичними домовленостями. Ці місця включають резервацію сіу «Стендінг-рок» в Північній та Південній Дакоті, штатах Оклахома та Аляска. Міжнародна амністія провела опитування жертв сексуального насильства, представників органів внутрішніх справ, штабних та федеральних правоохоронних органів, прокурорів та суддів з питань племен. Шукаючи чиновників для співбесіди для звіту, Виконавчий офіс адвокатів США сказав їм, що окремі американські адвокати не можуть брати участь в опитуванні.
Звіт відкривається історією про молоду корінну аляскинку, яку зґвалтував немісцевий чоловік. У липні 2006 року жінку зґвалтували та відвезли до лікарні швидкої допомоги, де з нею поводились як з нетверезою. Пізніше її відправили до притулку для немісцевих жінок, де через травму до неї також ставились як до п'яної. Більшість корінних жінок не повідомляють насильства через страх, що нічого не буде зроблено. Інша історія, про яку повідомляється у статті, — це історія про 21-річну корінну американку, яка померла після зґвалтування чотирма чоловіками у 2003 році. Справа була закрита через сумнів у юрисдикції. Кожна жінка, яка поділилася своєю історією у звіті, мала спільний елемент у своїх історіях. Несправедливість, з якою стикалися ці жінки, в основному базувалася на стереотипах. Швидше за все, їхні судові розгляди проходили на федеральному рівні або на рівні штатів і жінок розглядали як п'яних Так на них покладали певну провину.
Прагнучи справедливості, жінки проходять через лабіринт між племінними, штатними та федеральними законами. Коли жінки вперше звертаються до відділу поліції, їх спочатку запитують «чи це було в нашій юрисдикції, і чи злочинець був корінним американцем?» Щоб жінки здалися їм говрять, що на розгляд справи потрібно дуже багато часу. У звіті Міжнародної амністії перелічуються причини, за якими вони вважають, що існує така несправедливість. Першою причиною несправедливості, що описується, є недостатня підготовка та затримка або нереагування працівників поліції. Якщо співробітники поліції не реагують першими, жінки втрачають впевненість у відкритті справи проти винних. Наступними наведеними причинами несправедливості є проблеми на кожному рівні правової системи США. Відсутність справедливості щодо сексуального насильства проти корінних американок на племінному рівні — це відсутність фінансування з боку уряду. Крім того, федеральний уряд обмежує кількість тюремних вироків, які можуть винести племінні суди. Федеральний уряд також забороняє судам племен переслідувати підозрюваних, не пов'язаних з корінними жителями, через справу Оліфант проти Сукваміша 1978 року. На федеральному рівні проблема дискримінації та обмеження переслідування сексуального насильства є причиною несправедливості. На державному рівні все трохи складніше. Відстань до судів, мовні бар'єри, відсутність фінансування судового переслідування та культурна компетентність є основними причинами несправедливості для корінних жертв на державному рівні.

У звіті Міжнародної амністії пропонуються рекомендації щодо того, як зупинити насильство щодо корінних американок. Деякі з їх рекомендацій включають:
«Федеральний уряд та уряди штатів повинні вживати ефективних заходів, консультуючись та співпрацюючи з корінними народами Америки та Аляски, для боротьби з упередженнями та усунення стереотипів та дискримінації корінних народів. Федеральний уряд повинен вжити заходів, у тому числі шляхом надання достатнього фінансування, для забезпечення повного впровадження в 2005 році дозволу Закону про насильство над жінками, зокрема Розділу IX (Племінні програми). Правоохоронні органи повинні визнавати в політиці та на практиці, що всі поліцейські мають повноваження вживати заходів у відповідь на повідомлення про сексуальне насильство, включаючи зґвалтування, в межах своєї юрисдикції та затримувати передбачуваних злочинців з метою передачі їх відповідним органам для розслідування та переслідування. Зокрема, коли сексуальне насильство здійснюється на індійських територіях та в корінних селах Аляски, представники правоохоронних органів, що займаються племенами, повинні бути визнані такими, що мають повноваження затримувати підозрюваних як корінних, так і немісцевих. Федеральні органи влади повинні забезпечити, щоб поліцейські сили племен мали доступ до федерального фінансування, щоб дозволити їм вербувати, навчати, оснащувати та утримувати достатньо співробітників правоохоронних органів для забезпечення адекватної охорони правопорядку, яка відповідає потребам корінних народів, яким вони служать».

### Звіт Національного інституту юстиції
У травні 2016 року Національний інститут юстиції опублікував звіт під назвою «Насильство проти корінних американців, американок та аляскинців та аляскинок: висновки Національного опитування інтимних партнерів та сексуального насильства за 2010 рік». Дослідження зібрало дані, що стосуються психічного та фізичного насильства серед корінних американців та американок та можливих наслідків цього насильства. Було обстежено 3978 корінних індіанців/індіанок та аляскинців/аляскинок (2473 з них — жінки та 1505 — чоловіки). Згідно з опитуванням, 56,1 % американських індіанок або аляскинок зазнали сексуального насильства в один момент свого життя, а 14,4 % зазнали сексуального насильства за рік, що передував опитуванню. Крім того, 55,5 % респонденток зазнали фізичного насильства з боку інтимного партнера протягом свого життя, а 8,6 % зазнали насильства з боку інтимних партнерів у році, що передував опитуванню.

## Стереотипи щодо корінних американок в американській культурі
Способи представлення корінних американок в американських культурах були історично суперечливими. Є багато місць, в яких здійснюються стереотипні уявлення; фільми, телевізійні шоу, книги, а також у багатьох інших аспектах американської культури. Ці уявлення часто зображують корінних американок занадто сексуально.

### Мода / Костюми

#### Суперечка модного шоу Victoria's Secret
Дефіле шоу Victoria's Secret 2012 року широко критикували за використання головного убору індіанців на подіумі, який, як стверджується, пропагує шкідливі стереотипи щодо сексуалізації корінних американок. Карлі Клосс, на той час модель Victoria's Secret, носила головний убір американських індіанців. У цьому сегменті шоу на подіумі були представлені моделі Victoria's Secret в костюмах, які мали задуматися як 12 місяців у році; Клосс у головному уборі, що представляє листопад. Цей конкретний елемент Клосс в головному уборі був вилучений з офіційного ефіру модного шоу через люфт. Victoria's Secret також вибачилася через свій офіційний акаунт у Twitter: «Нам шкода, що головний убір корінних американців на нашому показі засмутив людей. Наряд буде вилучено з трансляції». Карлі Клосс також висловила вибачення у Twitter "Я глибоко шкодую, якщо те, що я надягла під час шоу, когось образило. Я підтримую рішення VS вилучити вбрання із трансляції ".

#### Суперечка брендового одягу фірми Urban Outfitters
У 2012 році Urban Outfitters вийшла з лінією одягу та продуктів, в яких незаконно використовувалося слово навахо. У цей рядок входили «хіпстерські трусики навахо» та «друкована колба навахо». Цю лінію незаконних продуктів звинуватили у пропагуванні шкідливих стереотипів корінних американок шляхом прив'язки жіночої білизни до імені навахо та корінних американців загалом, також прив'язавши колбу до імені навахо. Нація навахо подала позов проти Urban Outfitters у відповідь, і фірма врешті поступилася.

#### Гелловінський костюм
Іншим прикладом цього шкідливої об'єктивізації є тенденція «сексуальних» костюмів корінних американців на Гелловін. На одному з вебсайтів з костюмами деякі образи корінних американців, що продавались на цьому вебсайті, називались «Спокусниця корінних американців» та «Костюм красуні-воїна». Ці види костюмів не лише є символом експлуатації культури корінних американців (використовуючи традиційний одяг корінних американців для отримання прибутку), але й пропагують шкідливі стереотипи жінок корінних американців. 30 жовтня 2017 року у Фініксі, штат Аризона, відбувся протест проти таких видів костюмів. Організатори цього протесту виступили проти продажу цих костюмів на Гелловін. Цей протест був спеціально націлений на Янді, популярний Інтернет-магазин костюмів, який постачав кілька костюмів із зображеннями корінних американок у сексуальному плані. У жовтні наступного року ця ж група організувала другий протест у тому самому місці. Інтернет-петиція з приводу тиску на Янді з проханням зняти ці костюми набрала понад 35 000 підписів. Лише наступного року Янді мовчки зняла суперечливі індіанські костюми зі свого вебсайту.

### Відео та фільми

#### Суперечливий музичний кліп No Doubt
У 2012 році американська рок-група No Doubt випустила кліп на свою пісню «Looking Hot», в якому взяла участь Гвен Стефані. Це музичне відео включало образи корінних американців, а також Гвен Стефані, одягнену в індіанський одяг у занадто сексуалізованому вигляді. У відповідь на реакцію No Doubt видалив музичне відео зі своїх платформ і випустив таке твердження:
«Як багаторасовий колектив, наш гурт побудований як на різноманітті, так і на врахуванні інших культур. Нашим наміром у нашому новому відео ніколи не було образити, зачепити чи принизити індіанців, їх культуру чи історію. Хоча ми консультувались з друзями корінних американців та експертами з вивчення корінних американців в Каліфорнійському університеті, ми тепер усвідомлюємо, що образили людей. Це нас дуже турбує, і ми негайно видаляємо відео. Музика, яка надихнула нас, коли ми заснували групу, та спільнота друзів, сім'ї та шанувальників, яка нас оточує, була побудована на повазі, єдності та інклюзивності. Ми щиро просимо вибачення перед корінною американською громадою та всіма іншими, кого образило це відео. Наносити шкоду кому-небудь не є нашим єством.»

### Пейоративнітерміни в американському суспільстві

#### «Сква»
Слово «скво» в основному вважається зневажливою нецензурною лексикою, яка використовується стосовно корінних американок. Його походження дещо невідоме; проте обговорюється, чи може це стосуватися жіночих статевих органів чи, скоріше, слова «жінка». Мерріам-Вебстер визначає «скво» як «зараз, як правило, образливе: індіанка», або «давнє, як правило, зневажливе: жінка, дружина».
Поточна суперечка навколо цього слова походить від того, що в багатьох місцях Сполучених Штатів у своєму назві міститься слово «скво». Штат Орегон мав найбільше визначних пам'яток із терміном «скво» у назві, ніж будь-які інші штати. Багато штатів, включаючи Орегон, з тих пір заборонили використовувати цей термін у місцях загального користування та вимагали перейменування багатьох сайтів. Стверджується, що поширене використання цього терміна в Сполучених Штатах сприяє нормалізації вживання зневажливого терміна, а також нормалізації сексуалізації корінних американських жінок.

## Організації
Є багато корінних американських організацій, присвячених боротьбі із сексуальною віктимізацією, а також гендерним насильством у цілому у своїх громадах та за їх межами.

### Національний ресурсний центр корінних жінок (NIWRC)
Національний жіночий ресурсний центр корінних народів (NIWRC) є некомерційною організацією, спрямованою на припинення ґендерного насильства, спрямованого проти жінок корінних американців шляхом масової адвокації. Їх місія на вебсайті така: «Наша місія полягає у забезпеченні національного керівництва для припинення насильства проти американських індіанок, корінних жительок Аляски та корінних гавайських жінок шляхом підтримки культурно обґрунтованої масової адвокації.» Згідно з їх річним звітом за 2019 рік, вони провели десять інформаційно-роз'яснювальних кампаній на місяць, дев'ять інформаційно-роз'яснювальних заходів та шість заходів з технічної допомоги на місцях. Вони також провели одинадцять вебсемінарів, які набрали 1448 відвідувачів (ці учасники представляли 164 племінні райони та громади). Їх вебсайт мав 213630 переглядів та 89659 відвідувачів. Також було випущено три публікації NIWRC у 2019 році, присвячені безпеці для корінних американок.

### Жінки всіх Червоних Націй (WARN)
Жінки всіх червоних націй (WARN) — група активісток, присвячена проблемам, що стосуються корінних американок. WARN була заснована в 1974 році. На їх вебсайті зазначено,
« WARN виступає за здоров'я корінних американок, відновлення та забезпечення прав за договорами, ліквідацію індіанських талісманів для спортивних команд та боротьбу з комерціалізацією індіанської культури. Вони підкреслили високий рівень проблем, викликаних видобутком та зберіганням ядерних матеріалів на індіанських землях, таких як вроджені вади, викидні та смертність. Вони також висловили занепокоєння щодо примусової стерилізації індійських жінок та усиновлення індійських дітей неіндіанцями»

### Mending the Sacred Hoop
Mending the Sacred Hoop — некомерційна організація, яка займається вирішенням питань, пов'язаних з насильством щодо корінних американок. Значна частина цього насильства включає сексуальну віктимізацію. На їх вебсайті вказано:
«Ми організовуємо з питань, що стосуються насильства проти корінних американок індіанок / аляскинок в нашій домашній спільноті Дулут, штат Міннесота, і в усьому штаті Міннесота. Ми також співпрацюємо з племенами та корінними громадами на національному рівні, які вирішують проблеми домашнього та сексуального насильства, насильства у стосунках, сексуальної торгівлі та переслідування у своїх громадах. Ми проводимо тренінг для посилення реагування племінних та корінних громад на ці злочини, включаючи інформаційно-пропагандистські та системні реакції, розуміння та обізнаність громади, залучення чоловіків до роботи з припинення насильства щодо жінок та координацію заходів громади, які забезпечують безпеку жінок та підтримують відповідальність злочинців».